# Spinicapitichthys spiniceps
Spinicapitichthys spiniceps là loài cá biển duy nhất thuộc chi Spinicapitichthys trong họ Cá đàn lia. Loài này được mô tả lần đầu tiên vào năm 1908.

## Phân bố và môi trường sống
S. spiniceps có phạm vi phân bố ở Tây Ấn Độ Dương. Loài cá này được tìm thấy tại Seychelles. Chúng sống chủ yếu ở những vùng nước tương đối sâu, độ sâu khoảng 45 – 125 m.

## Mô tả
Chiều dài cơ thể tối đa được ghi nhận ở S. spiniceps là 15,2 cm.